# ナベグラヴィ
ナベグラヴィ（ジョージア語: ნაბეღლავი、英語: Nabeghlavi）は、ジョージアのナチュラルミネラルウォーターのブランドである。
ジョージアにある株式会社ヘルシーウォーターが生産・販売を行なっている。日本では株式会社T＆Cジョージアにて輸入・販売されている。

## 概要
採水地は、コーカサス山脈の麓にあるジョージア西部の黒海に面するグリア州ナベグラヴィ村。ブランドは土地名を由来としている。
水質は硬水、天然の炭酸水である。ジョージアで100年以上の歴史をもち、世界30カ国以上で飲まれている。
ミネラルを多く含んでいるのが特徴で、硬水とは思えない滑らかな喉ごしを持つ。

## 歴史
ナベグラヴィの起源は1905年、住民がある水源にだけ水牛が集まっていることを発見する。
20世紀初頭に水質調査が行われ、その水源に特別な味わいと治癒効果があることが判明する。
ナベグラヴィ村にて1958年に本格的な採水が始まる。1997年に株式会社ヘルシーウォーターが採水を引き継ぎ、ナチュラルミネラルウォーターとしてナベグラヴィの販売を開始、ジョージア中に知られることとなった。

## 成分等

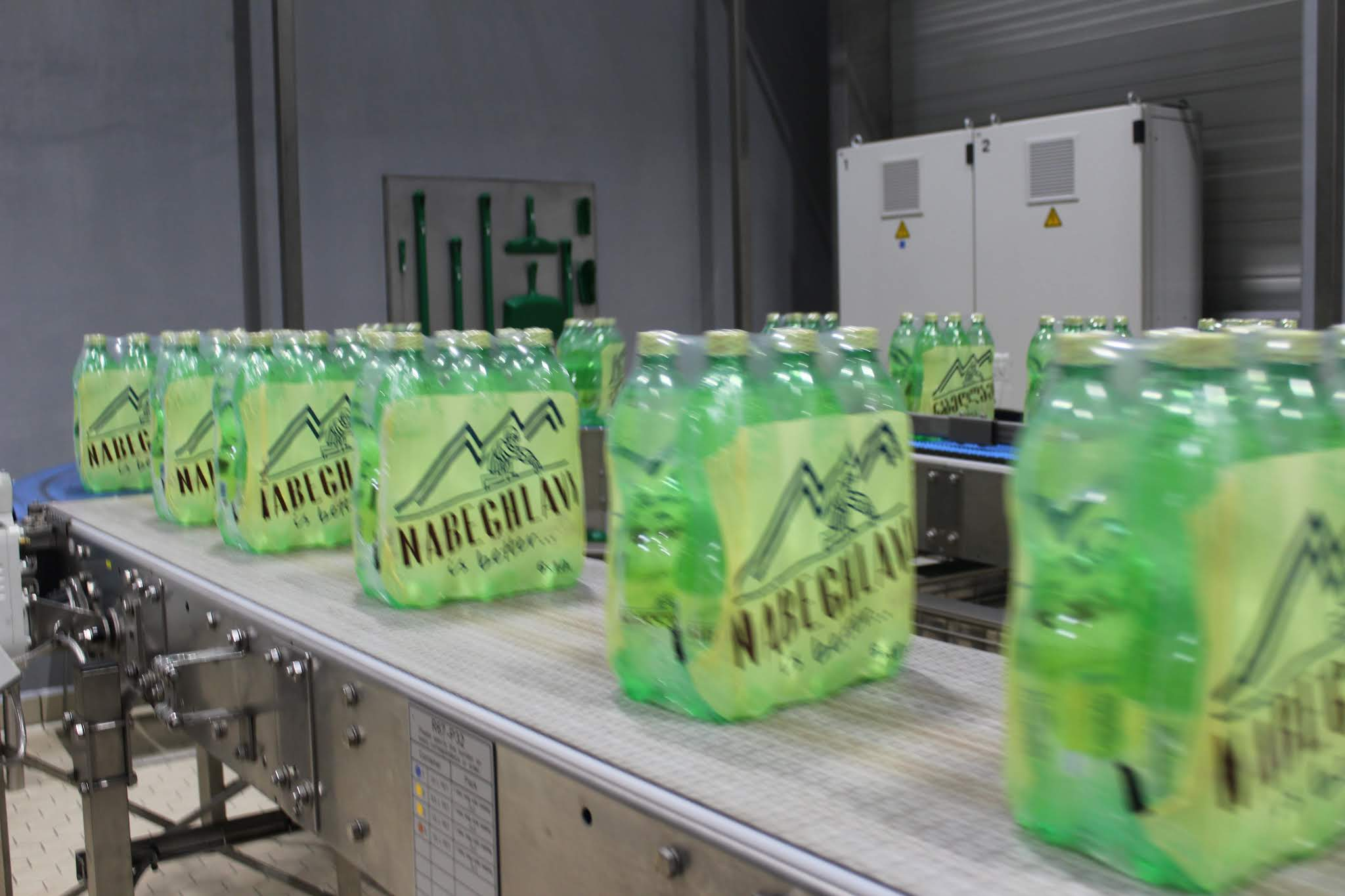
ナベグラヴィの製造現場

ミネラル総量　3,374 mg (mg / l)
| マグネシウム     | 53 mg (mg / l)    |
| カルシウム       | 66 mg (mg / l)    |
| 硬度             | 376 mg (mg / l)   |
| カリウム         | 80 mg (mg / l)    |
| 塩化物（イオン） | 87 mg (mg / l)    |
| 重炭酸イオン     | 2,500 mg (mg / l) |
| ナトリウム       | 660 mg (mg / l)   |
| ph               | 7.25              |

※天然成分のため採水時期により変動あり